# St. Martin (Wiltingen)

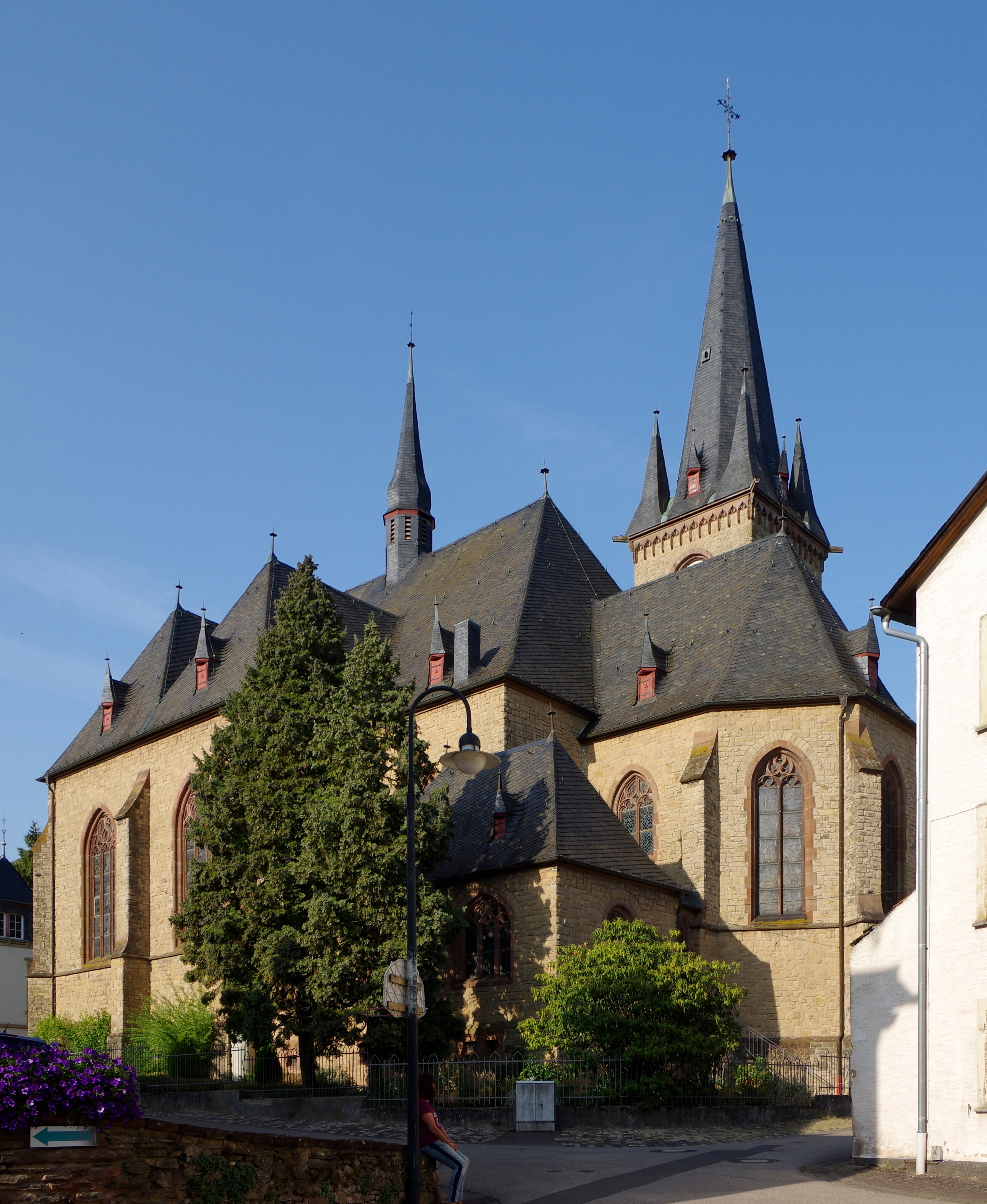
Pfarrkirche St. Martin Wiltingen, gut sichtbar der Eingang zur Sakristei

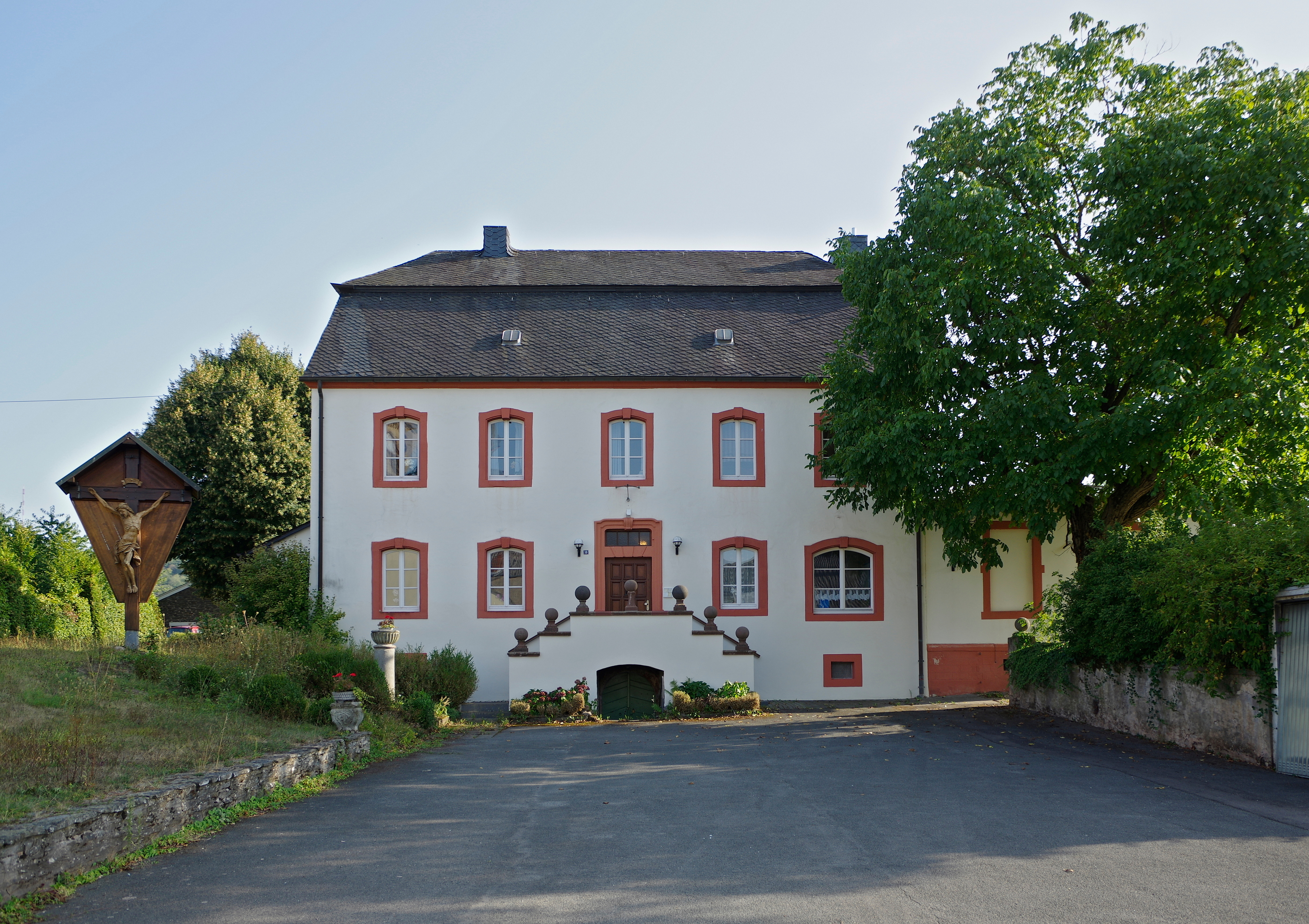
Pfarrhaus vor dem Friedhof, links im Bild das von Pfarrer Peter Tillmann gestiftete, lebensgroße Kreuz

Die Pfarrkirche St. Martin ist die Hauptkirche der Pfarrei St. Martin in Wiltingen, erbaut wurde sie von 1909 bis 1910. Sie ist eines der größten Kirchengebäude an der Saar, besonders gemessen an der Einwohnerzahl des Ortes. Die Kirche liegt umschlossen von Weinbergen im Saartal in der Mitte des historischen Ortskerns.

## Geschichte
An der Stelle der heutigen Pfarrkirche St. Martin stand bis zum Beginn des 20. Jahrhunderts eine kleinere, ebenfalls St. Martin geweihte Kirche.
Anfang des 20. Jahrhunderts kam die Pfarrgemeinde gemeinsam mit ihrem Priester Dehen zu dem Entschluss, der steigenden Einwohner- und Gläubigenzahl folgend, eine größere Kirche in der Ortsmitte zu errichten. Es sollte die dritte historisch belegte Kirche auf Wiltinger Grund werden. 1909 erfolgte der Spatenstich und schon ein Jahr später, am 16. Juli 1910, wurde der neugotische Bau in feierlichem Pontifikalamt von Weihbischof Karl Ernst Schrod geweiht. Einen Großteil der Baukosten übernahmen wohlhabende Spender. Viele Namen finden sich noch heute in den großen Motivfenstern des Sakralbaus.
Der Bauweise und der Größe folgend, wird das Bauwerk im Umkreis als Saardom bezeichnet. Denselben „Titel“ beanspruchen aufgrund ihrer Größe und architektonischen Gestalt ebenfalls die Kirchen Heilig Sakrament in Dillingen/Saar sowie die Martinskirche in Saaralben (Cathédrale de la Sarre).
Um die Kirche herum ist ein Garten angelegt. Der ehemalige Friedhof der Gemeinde wurde aus Platzgründen einige hundert Meter weiter neu eröffnet; vorher war er um die Kirche angelegt.

## Pfarrhaus
Alle hauptamtlich in Wiltingen tätigen Priester sind im Pfarrhaus der Pfarrgemeinde untergebracht. Das Gebäude aus dem 18. Jahrhundert liegt nur wenige Meter von der Sakristei des Saardoms entfernt. Fallen in der Kirche Bau- oder Sanierungsarbeiten an, können Messen im Keller des Pfarrhauses, der Martinsklause, zelebriert werden. Sie ist dementsprechend eingerichtet und gestaltet.

## Gemeindeleben

### Priester

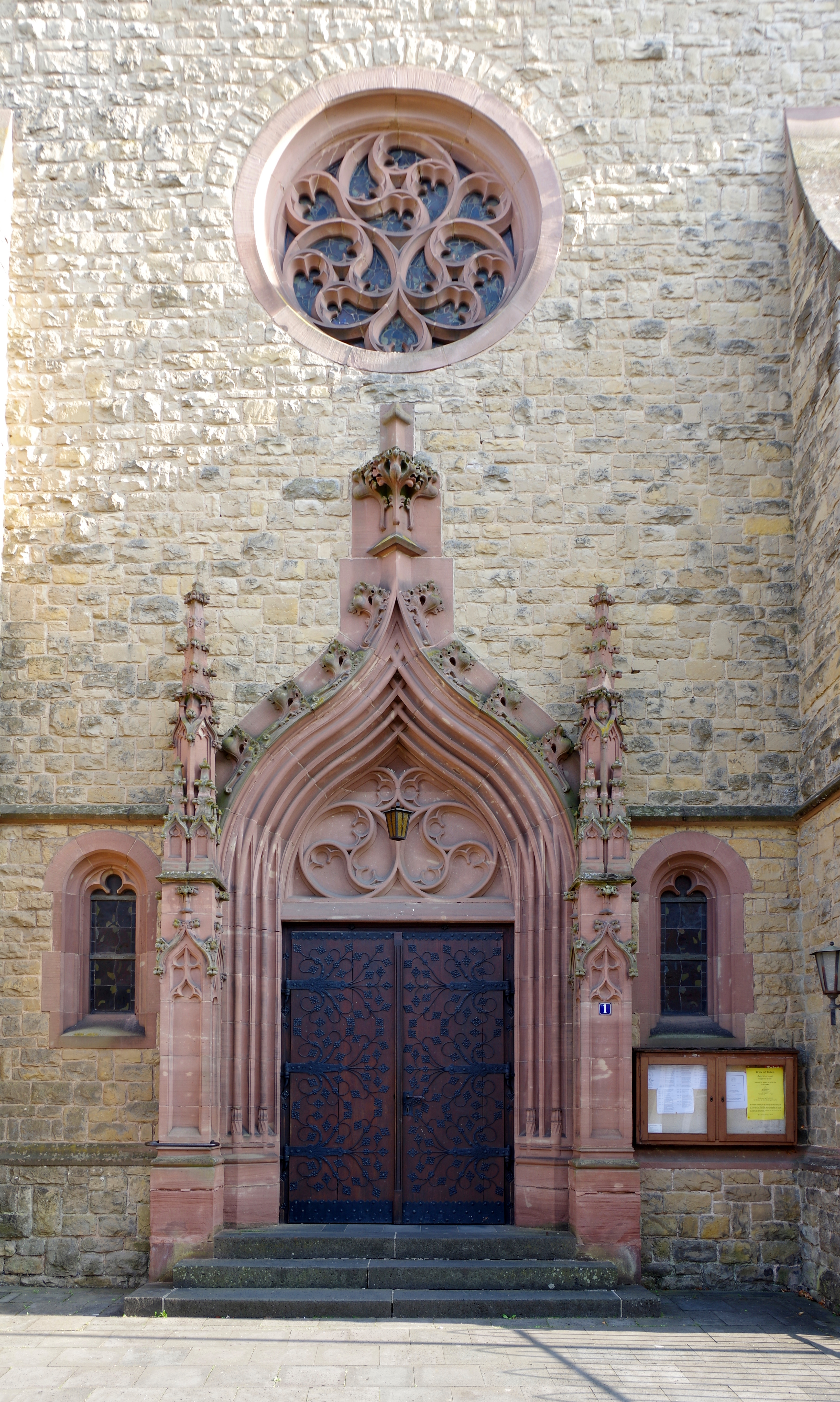
Hauptportal

Seit 2006 ist Andreas Neumann der Geistliche  der Pfarrgemeinde Wiltingen. Unterstützt wird er von Diakon Richard Backes, der seelsorgerisch tätig ist und Gottesdienste mitgestaltet.
Während einer Vakanz von 2005 bis 2006 übernahm Pastor Klauer die Geschäfte des zuvor pensionierten Peter Tillmann. Dieser war fast 25 Jahre lang Priester  in Wiltingen.

### Küster und Ministranten
Die Pfarrkirche betreuen zwei Küster. Auch der Kirchgarten, die liturgischen Geräte und die Paramente werden von ihnen gepflegt und gewartet.